# 사인필드
《사인펠드》(영어: Seinfeld, 영어 발음: /ˈsaɪnfɛld/)는 1989년 7월 5일부터 1998년 5월 14일까지 NBC에서 방영된 미국의 시트콤이다. 래리 데이비드와 제리 사인펠드가 기획하였으며, 허구화된 제리 사인펠드와 절친 조지 코스탠자(제이슨 알렉산더 분), 전 여자친구 일레인 베니스(줄리아 루이드라이퍼스 분), 이웃 코즈모 크레이머(마이클 리처즈 분)의 일상을 그린다.

## 출연진
메인
- 제리 사인펠드 - 본인 역
- 제이슨 알렉산더 - 조지 코스탠자 역

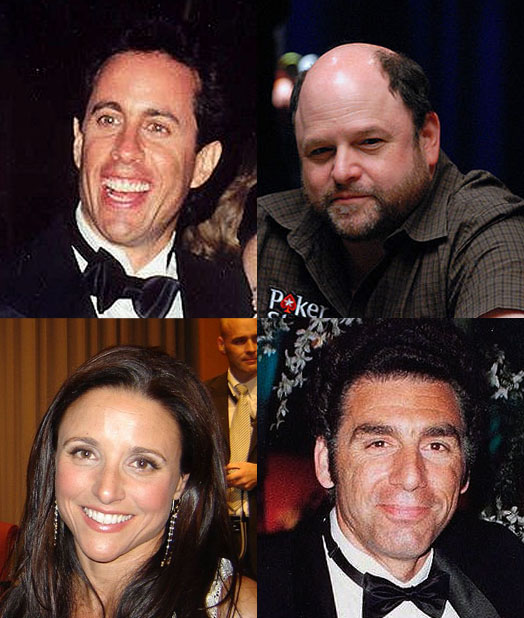

- 줄리아 루이드라이퍼스 - 일레인 베니스 역
- 마이클 리처즈 - 코즈모 크레이머 역